# ピッチコム
ピッチコム（PitchCom）とは、野球において、投手と捕手間でサインの伝達に使われる電子機器である。
これにより、試合の時間の短縮やサイン盗みの防止になるとされている。

## 概要
ピッチコムは投手、捕手、そして最大3人までの野手が着用し、次の投球に関する情報を共有することができる。1人の選手（通常は捕手だが、ときには投手のときもある）が球種とコースをこの電子機器から送信し、それ以外の選手たちは音声でその情報を受け取る。バッテリー以外の受信者は内野の二遊間と中堅手になる例が多い。理由としては、速球なら打者は振り遅れ、逆方向に打球が飛ぶことや、スピードを落とした変化球なら、引っ張る打球が多くなることが挙げられる。。
2022年、MLB各チームは春季トレーニングキャンプでピッチコムを使い始めた。その年の公式シーズンが開幕する際に、この機器の使用が承認された。

## 形状
ピッチコムの送信機器には9つのボタンがある。球種は自由にボタンに設定でき、コースのボタンを押すことで捕手に球種とコースを伝えることになる。例えばボタン2に設定したカーブを真ん中に投げるという場合は「2」→「5」と押す。受信機器は小さなバンド状で、選手の耳のすぐ上の帽子のつばに装着できる。
音声をカスタマイズでき、自分の声や他の馴染みがある人物の声を選ぶこともできる。受信する選手は馴染みのある発音でサインを聞き、ミスを無くすことができる。

## 歴史
この電子機器はピッチコムの共同創始者であるクレイグ・フィリセッティが開発した。もともとはマジックショーで共演者たちに合図を伝えるための機器であり、このショー用のオリジナル機器は60か国以上で1000件を越える使用実績があると説明している。
しかし、ヒューストン・アストロズのビデオ機器を用いたサイン盗みスキャンダルが話題になったことを受け、ピッチコム共同創始者のジョン・ハンキンスは野球のサイン盗み防止に伝達システムに転用できるのではないかと思った。
「野球界は長年この問題に取り組んできました。サイン盗みを防ぐための方法として数多くのアイデアが提案されました。ブザー音でサインを伝達することもそのひとつです。しかし9個ものブザーを数えることには時間がかかります。とくに誰かがサインに首を振ったときは」とハンキンスはTechCrunchに述べている。
ピッチコムのシステムはマイナーリーグ1Aと2022年の春季トレーニングキャンプで試用され、レギュラーシーズンから使用が承認した。